# Adel Taarabt
Adel Taarabt (* 24. Mai 1989 in Fès) ist ein französisch-marokkanischer Fußballspieler. Seit September 2022 steht er beim Al-Nasr SC in den Vereinigten Arabischen Emiraten unter Vertrag.

## Karriere

### Verein
Adel Taarabt ging aus der Nachwuchsmannschaft des RC Lens hervor. Dort begann er auch seine Profikarriere. Am 17. September 2006 gab er bei der Partie beim FC Sochaux sein Debüt in der Ligue 1, als er kurz vor Schluss eingewechselt wurde.
Im Januar 2007 wechselte er zunächst auf Leihbasis nach London zu Tottenham Hotspur. Dort debütierte er beim 4:3-Sieg gegen West Ham United. Im Juni 2007 wurde er fest verpflichtet.
Ab dem 13. März 2009 spielte er auf Leihbasis für die ebenfalls in London beheimateten Queens Park Rangers in der Football League Championship. Das ursprünglich auf das Ende der Saison 2008/09 limitierte Engagement wurde im Oktober 2009 für eine komplette weitere Spielzeit verlängert – unter der Einschränkung, dass sich nicht in der Wintertransferperiode bis Ende Januar 2010 in der Premier League ein neuer Käufer findet. Nach der Saison 2009/10 wurde er im August 2010 vom Verein für drei Jahre fest verpflichtet. In der Saison 2010/11 konnte Taarabt (44 Spiele/19 Tore) seine Leistungen im Vergleich zum Vorjahr noch einmal steigern und wurde dafür ins PFA Team of the Year der zweiten Liga gewählt. QPR sicherte sich die Meisterschaft vor Norwich City und stieg damit in die Premier League auf. In der Saison 2012/13 stieg er mit QPR wieder aus der Premier League ab.
Taarabt wechselte zur Saison 2013/14 auf Leihbasis zum FC Fulham und wurde am 30. Januar 2014 in die Serie A an den AC Mailand weiterverliehen.
In der Saison 2015/16 stand Taarabt im Aufgebot des portugiesischen Erstligisten Benfica Lissabon.
Im Januar 2017 wechselte Taarabt auf Leihbasis zum CFC Genua.
Im September 2022 wechselte er nach Dubai zum Al-Nasr Sports Club.

### Nationalmannschaft
Adel Taarabt absolvierte zahlreiche Spiele für die französischen Jugendnationalmannschaften in den Altersklassen U-16, U-17 und U-18, doch schließlich entschied er sich für die Marokkanische Fußballnationalmannschaft und erhielt dafür auch die Genehmigung der FIFA. Sein Länderspieldebüt für Marokko gab er im Freundschaftsspiel gegen Tschechien am 11. Februar 2009 in Casablanca. Während der Vorbereitungen gegen Algerien in den Qualifikationsspielen des Afrika Cups verließ Taarabt das Camp, nachdem er erfahren hatte, dass er nicht in der Startelf gegen Algerien auflaufen werde. Daraufhin gab er mit 22 Jahren seinen Rücktritt aus der marokkanischen Nationalmannschaft bekannt, ist aber inzwischen wieder in sie zurückgekehrt.

## Erfolge

### Verein
- Englischer Zweitligameister: 2010/11
- Portugiesischer Meister: 2018/19
- Portugiesischer Supercupsieger: 2019

## Auszeichnungen
- Spieler des Monats der Football League Championship: August 2010
- Mitglied des PFA Team of the Year: 2011